# Руски напади на цивилну инфраструктуру у Украјини
Од почетка инвазије Русије на Украјину, покренути су таласи ракетних, као и удара беспилотним летелицама који су били усмерени на електроенергетску мрежу у Украјини. Од 2022. године напади су циљали цивилна подручја далеко изван линије фронта, посебно критичну електроенергетску инфраструктуру, што се према међународним конвенцијама сматра ратним злочином. До средине 2024. године Украјина је имала само трећину предратних капацитета за производњу електричне енергије у функцији, а гађани су и системи дистрибуције гаса и даљинског грејања.
Русија је 10. октобра 2022. напала електроенергетску мрежу широм Украјине, укључујући главни град Кијев, са таласом од 84 крстареће ракете и 24 дрона. Даљи таласи напада погодили су украјинску инфраструктуру, озбиљно утичући на дистрибуцију енергије широм Украјине и суседних земаља. Било је и цивилних жртава. Према речима украјинског председника Володимира Зеленског, до 19. новембра скоро половина електричне мреже у земљи била је ван погона, а 10 милиона Украјинаца остало је без струје. До средине децембра Русија је испалила више од 1.000 пројектила и дронова на енергетску мрежу Украјине. Кијев је гађан неколико пута, укључујући напад који се догодио 16. маја 2023. године у којем су званичници Украјине саопштили да су пресрели и оборили шест пројектила Кинжал.
Намерно ускраћивање струје и грејања Украјинцима током хладних зимских месеци био је највећи напад на здравље једне нације још од Другог светског рата. Напади на електране су нанели велику економску штету. Министарство одбране Велике Британије саопштило је да су удари имали за циљ да деморалишу становништво и приморају украјинско руководство на капитулацију. Сматра се да овај план није успео..
Ракетне нападе су осудили многи званичници и институције на западу: Европска комисија их је описала као „варварске“ , док их је генерални секретар НАТО-а Јенс Столтенберг назвао „ужасним и неселективним“. Председник Зеленски је ударе описао као „апсолутно зло“ и „тероризам“. Међународни кривични суд (МКС) оптужио је четворицу руских званичника за ратне злочине повезане са нападима на цивилну инфраструктуру, а међу особама су бивши министар одбране Сергеј Шојгу и начелник Генералштаба Валериј Герасимов.

## Позадина напада
У првим недељама од почетка рата, осим војних фронтова, погођених лошим проценама, припремама и грешкама, Русија је бомбардовала и информациону инфраструктуру  и погоне за складиштење горива. Крајем фебруара 2022, руско Министарство одбране је уверавало јавност да њихове трупе не гађају украјинске градове, већ да су њихове акције ограничене на онеспособљавање украјинске војне инфраструктуре. Министарство одбране је такође тврдило да није било претњи по цивилно становништво. Месецима након тога, Русија је наставила са нападима на украјинску инфраструктуру као што су железнице, складишта горива и мостови, како би ометала испоруку оружја на линију фронта. Ти напори на прекиду су ублажени обнављањем услуга и децентрализованим алтернативама као што је интернет сервис који пружа Старлинк.
Уопштено говорећи, рат у Украјини је обележен не само војним операцијама већ и систематским нападима на цивилну инфраструктуру. У више наврата су нападнути разлучити цивилни објекти, укључујући болнице, школе, стамбене зграде, тржне центре, железничке станице и електране. Ова стратегија има дубоке хуманитарне последице и представља грубо кршење међународног хуманитарног права.
Међународно хуманитарно право (укључујући Женевске конвенције) строго забрањује нападе на цивилне објекте и цивилно становништво. Такви напади се сматрају ратним злочинима. Према дефиницији Међународног кривичног суда (МКС), свесно и намерно гађање цивилних објеката без војне потребе представља тежак прекршај у околностима рата.
До сада су многе међународне институције, укључујући УН, ОЕБС и Амнести потврдиле да постоје бројни докази који упућују на ратне злочине. Међутим, због сложене природе међународног права, спровођење правде је спор процес и често зависи од политичке воље.
Украјинска војска је 6. октобра 2022. године известила да су руске снаге лансирале укупно 86 беспилотних летелица Шахед 136 (дронови-камиказе), а између 30. септембра и 6. октобра су уништена 24 од 46 лансираних дронова.
Према украјинској Главној обавештајној управи, руске трупе су добиле наређење од Кремља да се припреме за масовне ракетне ударе на цивилну инфраструктуру Украјине 2. и 3. октобра. Напад на Кримски мост 8. октобра је послужио као догађај који ће драстично утицати на ток рата и даље кораке.
Током 2023. године, број цивилних жртава је наставио да расте. Према подацима OHCHR-а, до краја 2023. године је забележено 1.888 цивилних смртних случајева и 6.334 повређених. УН су осудиле нападе на градове и насеља широм Украјине, наглашавајући да такви напади крше међународно хуманитарно право и морају одмах престати.
У децембру 2023. године, генерални секретар УН Антонио Гутереш осудио је масовне ваздушне нападе Русије на украјинске градове, у којима је погинуло најмање 30 цивила, а више од 160 је повређено. Он је нагласио да напади на цивиле и цивилну инфраструктуру представљају неприхватљиво кршење међународног хуманитарног права. У јуну 2024. године, УН су известиле о највећем броју цивилних жртава у једном месецу од јуна 2023. године, са више од 170 погинулих и 690 повређених. Заменица генералног секретара УН за политичка питања, Розмари ДиКарло, описала је ескалацију напада као "неоправдану" и нагласила да су напади на цивиле и цивилну инфраструктуру забрањени међународним правом.
Амнести интернешенел је у новембру 2024. године објавио извештај у којем се наводи да руски напади који доводе до страдања деце представљају ратне злочине. Организација је позвала на правду за жртве и одговорност за починиоце.

## Хронологија

### Септембар 2022.
11. септембра, након претходних украјинских успеха током контраофанзиве у Харковској области, руским ракетама је погођена термоелектрана ТЕК-5, друга по величини електрана у Украјини која се налази у близини Харкова, остављајући делове Доњецке, Дњепропетровске, Харковске, Полтавске и Сумске области без струје. Украјински председник Володимир Зеленски објавио је на друштвеним мрежама говор „Без тебе“ у знак осуде напада, наводећи да ће Украјинци „бити са гасом, светлом, водом и храном... и БЕЗ тебе [мислећи на Русију]“.
Руске снаге су 14. септембра погодиле брану Карачун на периферији Кривог Рога са до осам крстарећих пројектила, оштетивши капије, хидромеханичку опрему, дизалице и административне зграде и узрокујући изливање реке Инхулец из корита. Аналитичари кажу да овакви напади имају за циљ сузбијање отпора украјинског становништва, а конкретним нападом је изведен покушај да се оштете украјински понтонски мостови низводно. Око 112 кућа је поплављено, а извршена је евакуација у два градска округа пре него што је штета ублажена. Руски извори су очекивали много разорнији ефекат на град него што се заправо догодило.

### Октобар 2022.

#### 10. октобар
Русија је 10. октобра 2022. напала Украјину са таласом од 84 крстареће ракете и 24 дронова самоубице. Било је погођено 14 региона Украјине, а највише штете је забележено у Кијеву. Експлозије су забележене и у Лавову, Тернопољу и Житомиру у западној Украјини ; Дњепру и Кременчуку у Централној Украјини ; Запорожју у Јужној Украјини ; и Харкову у источној Украјини. Пројектили су гађали кључну енергетску инфраструктуру и војне командне објекте, али су пројектили погодили и цивилна подручја, укључујући универзитет и дечје игралиште у Кијеву. Украјински министар енергетике Герман Галушченко је касније тог дана изјавио да је око 30 одсто енергетске инфраструктуре у Украјини оштећено у нападима. Државна компанија Укренерго је саопштила да је дошло до прекида у снабдевању електричном енергијом у појединим градовима и мањим насељеним местима.
Градоначелник Кијева Виталиј Кличко је изјавио да је пријављено неколико експлозија у Шевченковском и Соломјанском округу. Саветник шефа Министарства унутрашњих послова Антон Херашченко рекао је да је једна од ракета пала у близини споменика Михаилу Хрушевском . Око 8:18 по локалном времену, један пројектил је погодио Кијевски стаклени пешачки мост.
Експлозијама је оштећена главна железничка станица у Кијеву, али је станица наставила да ради. Возови метроа су престали да саобраћају, а подземни тунели Кијевског метроа постали су склоништа за грађане.
У ударима су оштећене украјинске културне и образовне установе, као што су Кијевски национални универзитет Тараса Шевченка, Музеј Ханенка, Народни музеј Тараса Шевченка и неколико других музеја.
У Запорожју је погођен стамбени блок, а оштећен је и вртић.
Као резултат ракетних удара на енергетске објекте Лавова, град је у потпуности остао без светла. Доток топле воде је такође престао.
Три удара су била усмерена на електроенергетску мрежу у Харкову. У појединим областима је дошло до нестанка воде и струје.
У центру Дњепра пронађена су тела људи у индустријској зони на периферији града, са разбијеним прозорима на том подручју.

#### 11. – 31. октобра
Дана 11. октобра, седам људи је погинуло, а 49 повређено у ракетним ударима на Кијев. Затворена је црвена линија кијевског метроа. Већина подземних станица наставила је да ради, претворивиши се у склоништа током бомбардовања. Подручја која су била погођена пројектилима укључивала су и дечје игралиште. У пожару је изгорело шест аутомобила, а оштећено је више од 15.
14. октобра, из компаније Самсунг је потврђено да је њихово представништво у Украјини претрпело мању штету када је пројектил експлодирао у близини канцеларије у Торњу 101 у улици Лава Толстоја; није било пријављених жртава. Оштећен је и немачки конзулат у Кијеву, иако није било извештаја о жртвама пошто је зграда била празна.
17. октобра су четири цивила убијена у нападу дроном у Кијеву. Пет особа је погинуло, а осам повређено у региону Запорожја.
Талас ракетних удара на украјинску инфраструктуру који се догодио 18. октобра је довео до нестанка струје у 1.162 града и села. Председник Зеленски је рекао да је 30 одсто украјинских електрана ван функције.
Русија је 22. октобра лансирала 33 крстареће ракете на електроенергетску мрежу Украјине. Из команде украјинског ваздухопловства је саопштено да је оборено 18 пројектила. Из компаније Укренерго је наведено да је „размера штете упоредива или може да превазиђе последице напада 10-12. октобра". Ракетни удари прекинули су снабдевање струјом за најмање 1,5 милиона Украјинаца.
27. октобра ракетни удари додатно су смањили енергетски капацитет земље, са ефектом продужења периода прекида снабдевања у Кијеву, Житомиру северним регионима Черниговске области.
31. октобра је изведен још један талас ракетних напада који је оставио око 80% становника Кијева без текуће воде. Остаци руске ракете су пали на територију Молдавије.

### Новембар 2022.
Русија је 15. новембра лансирала 100 ракета и дронова на енергетску инфраструктуру Украјине. Председник Зеленски је рекао да је украјинска противваздушна одбрана оборила око 70. Руски бомбардери Ту-95 и Ту-160 лансирали су ракете из региона Каспијског језера и Ростовске области. Ракете 3М-54 Калибр лансиране су из Црног мора.
Русија је 17. новембра извела низ ракетних удара на украјинска постројења за производњу гаса и фабрику ракета Јужмаш. Експлозије су забележене у Кијеву, Одеси, Запорожју и Харкову.
Оружане снаге Украјине су 23. новембра известиле да је 51 од 70 руских пројектила пресрела противваздушна одбрана. Градоначелник Кијева Виталиј Кличко рекао је да је оборена 21 од укупно 31 ракете која је била лансирана на Кијев. Пројектилима је погођена цивилну инфраструктуру, а такође су погођени и стамбени блокови и болнице. Страдало је најмање шест особа. Један од пројектила погодио је породилиште болнице у Вилњанску, убивши новорођенче. Напади на електроенергетску мрежу довели су до тога да више од 50% територије суседне Молдавије остане без струје.

### Децембар 2022.
Украјински премијер Денис Шмигаљ рекао је 5. децембра да су руски пројектили напали енергетске објекте у Кијеву, Виници и Одеси. Посебно је била забрињавајућа ситуација у Одеси пошто је онеспособљен систем за допремање воде, док се у Николајеву догодио нестанак струје као последица напада који је погодио околни регион. У Запорожју је у ракетном нападу погинуло најмање двоје људи, а рањено троје, укључујући једно дете.
Дана 10. децембра, седам украјинских области су напале беспилотне летелице Шахед које су оштетиле електричну мрежу Одесе, оставивши 1,5 милиона становника без струје. Упркос обнови снабдевања, око 300.000 људи је и даље било без струје.
Русија је 16. децембра лансирала више од 70 ракета на инфраструктуру Украјине. Три особе су погинуле у Кривом Рогу након што је један пројектил погодио стамбени блок. Министар енергетике Украјине Герман Галушченко изјавио је да је погођено укупно девет електрана, што је изазвало несташицу енергије. Ван функције је био и Кијевски метро.
19. децембра око 2:00 по локалном времену, талас руских самодетонирајућих дронова напао је критичну инфраструктуру у Кијеву и другим украјинским градовима. Из компанијеУкренерго је саопштено да је, упркос томе што је већина пројектила оборена ПВО системима, неколико енергетских објеката погођено.
Украјинске оружане снаге су 29. децембра изјавиле да је пресретнутно 54 од 69 руских пројектила, од којих 16 изнад Кијева и 21 изнад Одесе. Најмање три цивила су рањена у Кијеву, а цивилна кућа је погођена у Дарницком округу.
Русија је 31. децембра у преподневним сатима извела ракетне ударе на Украјину у којима је једна особа убијена, а десетак повређено, укључујући страног новинара. Начелник украјинске војске Валериј Залужњи рекао је да је 12 од 20 пројектила оборила противваздушна одбрана и нанела штету хотелу и изолованој кући у Кијеву. Украјински званичници осудили су гађање стамбених подручја. Напад је имао значајно мањи утицај на националну енергетску мрежу, али је 30% Кијева ипак остало без струје.

### Јануар 2023.
Првог дана 2023. године удари ракетама и беспилотне летелице оштетили су инфраструктуру у Сумију, Хмељницком, Запрожју и Херсону. У нападима су погинуле најмање две особе.
Руске ракете су 14. јануара погодиле критичну инфраструктуру у Кијеву, али није било пријављених жртава. Други талас напада уследио је неколико сати касније када су две ракете лансиране из система С-300 погодиле критичну енергетску инфраструктуру у Харкову.
У Дњепру је вишеспратна стамбена зграда погођена крстарећом ракетом КХ-22, при чему се део зграде срушио. У удару је погинуло 46 људи , а многи су рањени. Операција потраге и спасавања је окончана 17. јануара.
Дана 26. јануара, само дан након што је Украјина постигла споразум са САД и Немачком о снабдевању борбеним тенковима, Русија је покренула напад дроновима, који је потом био праћен бројним ракетним нападима на цивилну инфраструктуру. Врховни командант Валериј Залужни потврдио је да је 55-годишњи мушкарац погинуо, а да су двојица рањена у ракетном нападу у Кијеву. Он је такође рекао да је оборено 47 од 55 пројектила. Украјинска енергетска компанија ДТЕК саопштила је да су примењене мере хитног искључења електричних подстаница и да је погођена критична енергетска инфраструктура у Одешкој и Виничкој области. Градоначелник Кијева Виталиј Кличко рекао је да је погинуло 11 људи и да је оштећено 35 зграда у 11 региона.

### Фебруар 2023.
Командант украјинског ваздухопловства је 10. фебруара изјавио да је оборена 61 од 71 лансиране руске ракете, укључујући крстареће, балистичке и ракете из система С-300. Из компаније Укренерго је саопштено да су високонапонски објекти погођени у свим деловима Украјине, што је изазвало прекид у снабдевању струјом. Углавном покренут из региона Црног мора, напад је виђен као испитивање могућности јужне противваздушне одбране Украјине у припреми за будућу офанзиву.
Руске снаге су 11. фебруара покренуле још један талас напада дроновима. Напад је поново био усмерен на енергетску инфраструктуру Украјине.
Оружане снаге Украјине саопштиле су 16. фебруара да је на Украјину лансирана 41 руска ракета, од којих је 16 оборено. Напад је укључивао употребу противбродске ракете Кх-22 које Украјина не може да пресретне, а поједини циљеви су погођени у Лавовској области и Павлограду.

### Март 2023.
Русија је 9. марта напала Украјину са 81 пројектилом. Украјинска војска је саопштила да су оборене 34 ракете. Русија је тврдила да је извела "масовни узвратни удар" као освету након наводне рације у Брјанској области Русије. Напад Русије укључивао је употребу шест хиперсоничних ракета Кинжал. Погођене су области Кијева, Одесе и Харкова, па је 40 одсто цивилног становништва у Кијеву остало без грејања, а у Одеси је нестало струје. Најмање пет особа је погинуло у нападима у Золочиву у Лавовској области, а један цивил је убијен у области Дњепра. Напад је поново оштетио снабдевање електричном енергијом Запорошке нуклеарне електране, принудивши је на употребу генератора на нафту за хитне случајеве. Рафаел Гроси, шеф Међународне агенције за нуклеарну енергију, изјавио је да "Сваки пут бацамо коцку. И ако дозволимо да се ово настави с времена на време, једног дана ће нам понестати среће".

### Април 2023.
Почетком априла 2023. године, након онога што је названо „титанским радом“ инжењера и партнера на обнављању напајања, министар енергетике Герман Халушченко најавио је наставак извоза струје на подручје ЕУ. Из компаније Укренерго је саопштено да су све термоелектране и хидроелектране у Украјини оштећене током шестомесечне кампање Русије, са више од 1.200 пројектила испаљених на њене енергетске објекте.
Према речима војног портпарола, електроенергетски објекат у Карливки је оштећен у руским нападима 22. априла. Тиме је прекинуто снабдевање водом за 67 насеља у Доњецкој области.
28. априла је настрадало најмање 19 људи. Током овог напада испаљена су 23 пројектила, а према тврдњама украјинских званичника, 21 је оборен од стране украјинске војске. Један пројектил погодио је стамбену зграду у Уману, при чему је погинуло најмање 17 људи. Фрагменти обореног пројектила погодили су кућу у предграђу Дњепра, при чему су страдале мајка и њена трогодишња ћерка.
Министарство одбране Велике Британије објавило је допуну обавештајних података, рекавши да објекти оштећени овим априлским руским нападима "указују на могући помак од циљања украјинске електроенергетске мреже", уместо да се фокусирају на украјинска војна и логистичка чворишта.

### Мај 2023.
Мај је био обележен руском кампањом од 20 напада ракетама и беспилотним летелицама. Напади су били фокусирани на Кијев. Кампања је приписана спремности Русије да одврати украјинске снаге од њихове очекиване контраофанзиве  и да неутралише побољшану украјинску противваздушну одбрану. Кијев Индипендент анализирао је украјинске војне податке и избројао 560 пројектила и дронова који су руску владу коштали око 1,7 долара милијарди, при чему је скоро 90 одсто уништено од стране украјинске противваздушне одбране.
1. маја је украјинска противваздушна одбрана пресрела 15 од укупно 18 крстарећих пројектила у руском нападу. У нападу су повређена 34 цивила. Руски званичници су тврдили да је оштећена железничка инфраструктура и складиште муниције, што је наизглед потврђено видео снимцима на друштвеним мрежама о пожару у Павлограду. Никола Лукашук, председник регионалног савета Дњепра, тврди да је током напада оштећена или уништена индустријска зона, укупно 19 стамбених зграда и 25 кућа.
13. маја погођен је Хмељницки, град у западној Украјини, изазвавши велику експлозију. Из Русије је саопштено да је погођен депо муниције и хангар, док је Украјина потврдила да су мете биле "критична инфраструктура". У нападу је повређена 21 особа, а била су видљива и оштећења на цивилним кућама, школама, болницама, установама културе, управним зградама и индустријским објектима. У Тернопољу су 13. маја у руском ракетном нападу оштећена складишта, а две особе повређене. Иначе, Тернопољ је родни град украјинског дуа електронске музике Творчи, а био је погођен пре и током њиховог наступа на Песми Евровизије 2023.
Украјинска војска је 16. маја тврдила да је пресрела шест хиперсоничних пројектила Кинжал. Осим тога, Валериј Залужњи је тврдио да је Украјина оборила девет крстарећих пројектила Калибр са бродова у Црном мору и три Искандера испаљена са копна. Из Русије је саопштено да је напад уништио систем противваздушне одбране Патриот у Кијеву, међутим, званичник Сједињених Држава је то убрзо демантовао, тврдећи да је систем вероватно оштећен, али не и уништен.
25. маја су у још једном масовном нападу погођени Кијев, Дњепар и Харков. Украјинске власти су тврдиле да су обориле 17 ракета и 31 дрон које је лансирала Русија. У ракетном удару на медицинску клинику у Дњепру погинуле су најмање 2 особе, а повређено најмање 30, укључујући два дечака старости три и шест година. Поред тога, складиште нафте у Харкову је двапут било мета напада, а фрагменти пресретнутог дрона у Кијеву су оштетили приватну кућу и неколико аутомобила. Према наводима званичника Украјине, уништено је 10 од 17 лансираних пројектила и 23 од 31 дрона.
Руске снаге су такође удариле на бране хидроелектране у Доњецкој области користећи ракету С-300 у бици код Карливке 25. маја, угрожавајући тим чином села Халициновка, Желане-1 и Желане-2 на реци Вовчи, што је довело до поплаве шест кућа и евакуације 26 особа. Гувернер Доњецке области рекао је да је брана стално гранатирана откако је почела инвазија.
Почетком 28. маја украјински званичници су тврдили да је 58 од 59 Шахеда оборено. Највише их је оборено изнад Кијева. Ове беспилотне летелице дошле су са јужних окупираних територија да би се потом прошириле по Украјини, примењујући тактику ниског летења да би избегле радаре док не стигну на своје одредиште.
Владимир Путин је 30. маја изјавио да је седиште Главне обавештајне управе (ГУР) у Кијеву уништено у руском ваздушном нападу.

### Јун 2023.
6. јуна 2023. пред зору је дошло до уништења бране Каховка, главне структуре за контролу воде и хидроелектрана на југу Украјине. То је изазвало катастрофалне поплаве које су погодиле низводна насеља, нанета је огромна еколошка штета и отпочело је исушивање Каховске акумулације (које је у регуларним околностима садржала 18 кубних километара воде), потенцијално прекинувши водоснабдевање за стотине хиљада људи и наводњавање великих површина продуктивног пољопривредног земљишта. Постојала је велика опасност по будући рад нуклеарне електране у Запорожју. Док је Украјина спроводила спасавање људи на поплављеној територији на десној обали Дњепра, руске снаге су константно гранатирале подручје, а руске окупационе власти на левој обали спречиле су људе да напусте разорене регионе.
Брана се налазила под контролом руских окупационих снага од марта 2022. године. Стручњаци су рекли да је брана највероватније уништена унутрашњом експлозијом, а докази указују на експлозију у време квара и нефункционалности. Руске снаге су оптужене да су дигле у ваздух брану како би ометале украјинску контраофанзиву, што су руске власти демантовале.
Војни портпарол је 11. јуна изјавио да је Русија дигла у ваздух брану коју је Русија држала окупираном од фебруара 2022. године, што је изазвало поплаве које су успориле украјинско напредовање у близини Новодаривке на реци Мокри Јали у Запорошкој области.
Јужноафрички председник Сирил Рамафоса саопштио је да су лидери афричких земаља изнели нову иницијативу за мир у Украјини. У јуну, Украјину и Русију је посетила делегација из Африке, укључујући представнике Јужне Африке, Египта, Сенегала, Конга, Комора, Замбије и Уганде. Они су боравили у Кијеву у тренутку када је Русија покренула нови ракетни напад.
У раним сатима 20. јуна Русија је лансирала 35 дронова Шахед углавном на Кијев, али је било и напада усмерених на Лавов. 32 дрона су оборена. Преостали су ударили у критичну инфраструктуру.

### Јул 2023.
Владимир Путин је 17. јула 2023. објавио да се Русија повлачи из споразума о извозу жита из Украјине. Споразум је омогућавао извоз житарица преко Црног мора упркос ратној блокади. Након повлачења, Русија је покренула серију напада на украјинске лучке градове Одесу, Николајев и Чорноморск . Руско Министарство одбране саопштило је да су удари били одмазда за експлозију Кримског моста 2023. године, али је из Украјине саопштено да Русија напада цивилну инфраструктуру повезану са извозом житарица.
20. јула 2023. године генерални конзулат НР Кине у Одеси је оштећен приликом руског напада на терминале за жито у оближњој луци, као и на друге делове града. Кина је највећи увозник житарица из Украјине.

### Септембар 2023.
У јутарњим сатима 21. септембра, Русија је покренула масовни напад у неколико региона Украјине, убивши 2 и повредивши најмање 26 особа, и погодивши стамбену зграду, хотел, складишта, спаваоницу и бензинске пумпе. Украјински оператер електричне мреже Укренерго саопшио је да је јутарње руско бомбардовање било први велики непријатељски напад на електроенергетску инфраструктуру у последњих шест месеци и да је напад изазвао „делимичне нестанке струје у регионима Ривне, Житомир, Кијев, Дњепропетровск и Харков“.

### Октобар 2023.
Дана 21. октобра, руски ракетни напад С-300 погодио је пошту у Новом Коротичу, Харковска област, Украјина, током руске инвазије на Украјину . Погинуло је 8 људи, а повређено је још 15. Све жртве су биле особе запослене у пошти. Ваздушни напад је изведен из пограничне Белгородске области у Русији.

### Децембар 2023.
Према изворима украјинске војске, Русија је 29. децембра 2023. године употребила 158 пројектила и беспилотних летелица да изврши „највећи удар од почетка инвазије пуног обима“ на Украјину. Најмање 26 људи је погинуло, а 120 је повређено у различитим регионима земље, а причињена је и велика материјална штета.

### Јануар 2024.
Дана 2. јануара, у значајно прецизнијем нападу него 4 дана пре, и по обиму сличном због употребе далекометног оружја, 5 људи је убијено, а 119 повређено у Кијеву и Харкову. Руске снаге пустиле су у раним јутарњим сатима први талас од 35 беспилотних летелица Шахед-136/131, а затим други талас од 99 ракета, укључујући 70 крстарећих ракета Кх-101/Кх-555/Кх-55, 12 ракета Искандер-М, С-300 или С- 400 ракета Кинжхал-  и 4 противрадарске ракете Кх-31П . Према украјинској војсци, од 99 испаљених пројектила, пресретнута су 72, као и свих 35 дронова Шахед-136/131.
Русија је извела масовни напад на Кијев  и Харков . Током бомбардовања, грешком, бомба је бачена и на село Петропавловка у Вороњешкој области, Русија.
У Кијеву је у нападима повређено 50 људи, а три особе су погинуле. Више од 250.000 људи је остало ускраћено за приступ електричној енергији.
Игор Терехов, градоначелник Харкова, пријавио је неколико удара на цивилне објекте. Три особе су погинуле, а 62 су повређене.

### Март 2024.
Русија је 22. марта извршила масован напад ракетама и дроновима на Украјину, остављајући више од милион Украјинаца без струје. Руске ракете погодиле су брану Дњепар у Запорожју. У Харковској области, харковски ТЕЦ-5, који је такође раније био погођен у септембру 2022, и термоелектрана Змијивска такође су значајно оштећени због ракетног напада.

### Април 2024.
11. априла 2024. године, руски удари су у нападу преко ноћи уништили Трипилску термоелектрану која се налази у Кијевској области.

### Август 2024.
Дана 10. августа, неодређени „објекат критичне инфраструктуре“ у Краматорску оштећен је руским ракетним ударом, при чему је један радник погинуо, док је неколико особа повређено.
У августу 2024. године украјински званичник је изјавио за Вашингтон пост : „Све се мора одмерити — наш потенцијал и могућу штету нашој економији у односу на то колико бисмо још штете могли да нанесемо њима и њиховој економији. Али енергија је дефинитивно критична за нас. Овде понекад заборавимо на економију, али смо суочени са слободним падом ако нема светлости и топлоте зими.
Русија је у ноћи између 26. и 27, августа покренула серију напада ракетама и беспилотним летелицама на Украјину, циљајући више градова међу којима су Кијев, Харков, Дњепар, Одеса, Кременчук, Запорожје, Виница, Кропивњицки, Хмељницки и Стриј. Током напада погођена је Кијевска хидроелектрана на реци Дњепар северно од Кијева. Украјинска војска је тврдила да је било лансирано најмање 127 ракета и 109 дронова, а да су 102 ракете и 99 дронова успешно пресретнути.

### Новембар 2024.
Русија је 17. новембра 2024. покренула талас ваздушних напада на Украјину. Украјина је тврдила да је Русија током напада лансирала више од 120 пројектила и 90 дронова, од којих су 102 ракете и 42 дрона пресретнути. Касније тог дана руска ракета је погодила стамбену зграду у Сумију, при чему је погинуло 11 док је повређено преко 80 људи.

### Април 2025.
У ракетном нападу на Кијев који се догодио 24. априла у једном од региона у Кијеву, ракета је директно погодила двоспратну стамбену зграду. Како је запажено у извештају УН-а: "ракета је ту зграду "сравнила са земљом". Радници хитне помоћи настављају са операцијама спасавања како би дошли до људи — вероватно деце — заробљених испод рушевина. Пожари су избили широм града због отпада који је падао од пресретнутих пројектила."
Слични напади догодили су се претходно догодили у неколико региона, укључујући Харков, Дњепропетровск, Житомир, Запорожје и Кијев, у којима су рањени цивили.
„Сцене разарања и страдања у Кијеву јутрос одражавају дубоко узнемирујући тренд—цивили који сносе терет све интензивнијих и чешћих напада“, рекла је Данијела Бел, шефица посматрачке мисије УН-а за људска права у Украјини.
Од 1. до 24. априла 2025., посматрачка мисија УН-а је потврдила 848 цивилних жртава (151 убијених и 697 повређених) – што је повећање од 46 процената у односу на исти период прошле године. Констатовано је и да су се такви напади снажним пројектилима на насељене градове интензивирали у априлу, повећавајући цивилне жртве.

### Мај 2025.
У мају 2025. године, након руског напада дроном на цивилни аутобус у Сумској области, у којем је погинуло девет особа, укључујући старије жене и породицу, међународна заједница је поново изразила оштру осуду. Председник Украјине, Володимир Зеленски, позвао је на појачане међународне санкције против Русије.
Амнести интернешенел је у новембру 2024. године објавио извештај у којем се наводи да руски напади који доводе до страдања деце представљају ратне злочине. Организација је, између осталог, позвала на правду за жртве и одговорност за починиоце.

## Напади на Лавов
Руске снаге су 6. јула 2023. године лансирале десет крстарећих ракета Калибр на Лавов, највећи град у западној Украјини. Један од навођених пројектила погодило је стамбени блок у стамбеној четврти, убивши десет цивила, ранивши скоро педесет, и наневши велику материјалну штету. Већина осталих пројектила је оборена, али су две погодиле украјинске војне циљеве у близини. Организација Human Rights Watch је инсистирала на истрази којом се напад третира као ратни злочин.
Руски ваздушни напади су 4. септембра 2024. године погодили историјски центар Лавова, који је на листи светске баштине Унеска, убивши цивиле и оштетивши цивилну инфраструктуру и зграде. Градоначелник Лавова Андриј Садовиј саопштио је да је убијено седам људи, укључујући четири члана исте породице, при чему су мајка и њено троје деце убијени у нападу, а преживео је само отац. Медицинска помоћ је била потребна 66 особа, међу којима 10 деце. Локалне власти су саопштиле да је у нападу оштећено око 50 цивилних објеката, укључујући куће и медицинске установе.

## Напади на Николајев
Касетна муниција је више пута коришћена и у нападима на Николајев током одвојених напада 7, 11. и 13. марта 2022. године, резултирајући цивилним жртвама и обимним уништавањем цивилних објеката. У нападу 13. марта девет цивила, укључујући двоје деце, убијено је, а 13 повређено док су чекали у реду на улици код банкомата. Експлозије су оштетиле и куће и цивилне зграде. Human Rights Watch је анализирао инцидент и открио да су руске снаге користиле касетну муницију Смерч и Ураган у густо насељеним подручјима. Организација је описала њихову употребу у Николајеву као могући ратни злочин.
Дана 28. јуна 2022. руско гранатирање оштетило је Централни градски стадион. Следећег дана, руски ракетни удар погодио је петоспратну стамбену зграду, при чему је најмање 8 људи погинуло, а 6 повређено. Два највећа универзитета у граду су 15. јула погођена пројектилима: Национални универзитет за бродоградњу Адмирал Макаров и Николајевски национални универзитет, док је 29. јула бомбардована аутобуску станицу. Пет особа је погинуло, а седам је повређено.

## Напад на Ровно
Дана 14. марта 2022. године, Русија је извела два ваздушна удара на ТВ торањ у Ровањској (Ривненској) области, услед чега је погинула 21 особа, а 9 је повређено. Ракете су погодиле телевизијски торањ и административне зграде у близини.
25. јуна се догодио ракетни напад на цивилну инфраструктуру у граду Сарни. Најмање четири особе су погинуле, а седам је повређено.
У јутарњим сатима 22. октобра исте године, руске трупе су извеле ракетни напад на електроенергетску инфраструктуру, услед чега су оштећене електричне подстанице. Нису биле пријављене жртве.

## Напад на Уман
Руске снаге су 28. априла 2023. године лансирале 23 крстареће ракете и две беспилотне летелице на циљеве широм Украјине. Две ракете су погодиле стамбени блок у Уману, убивши 23 особе, укључујући четворо деце. У граду је оштећено још девет стамбених објеката. Убрзо након тога, руско Министарство одбране је на свом Телеграм каналу објавило фотографију лансирања ракете уз натпис „Тачно на мету“. Порука је наишла на негативну реакцију код Украјинаца, који су је тумачили као чин радости због жртава и причињене материјалне штете. Руско Министарство одбране саопштило је да су тим нападима погођене резервне јединице украјинске војске. Оператер електроенергетске мреже Укренерго је саопштио да ракете тог дана нису оштетиле енергетску инфраструктуру земље.

## Полтавска област
Дана 27. јуна 2022. године, Оружане снаге Русије испалиле су две крстареће ракете Кх-22 на централни Кременчуг погодивши фабрику путних машина „Кредмаш“ и непосредно суседни тржни центар Амстор. Избио је пожар и у нападу је погинуло најмање 20 људи, а повређено најмање 59. Руски медији и званичници пренели су опречне приче о нападу.
Напад на тржни центар Амстор је био пети напад на Кременчуг од почетка потпуне руске инвазије у фебруару 2022. године. Напад је изазвао највећи број жртава. Претходни напади су се десили 2. и 24. априла, 12. маја и 18. јуна.
Пре руске инвазије на Украјину, Кременчуг је био индустријски град са око 217.000 становника и локација највеће рафинерије нафте у земљи, која се налазила неких 10 километара од тржног центра. Тржни центар који је погођен, а налази се у центру града, заузимао је површину од око једног хектара.
Лидери земаља Г7 описали су ракетни удар као "одвратан напад". „Ујединили смо се са Украјином у жаловању за невиним жртвама“, наводи се у заједничком саопштењу. „Недискриминаторни напади на недужне цивиле представљају ратни злочин. Руски председник Путин и одговорни биће позвани на одговорност.“
Амерички државни секретар Ентони Блинкен назвао је напад „зверством“ и рекао: „Свет је ужаснут данашњим ракетним ударом Русије, који је погодио препун украјински тржни центар“. Британски премијер Борис Џонсон осудио је "окрутност и варварство" напада и пренео саучешће погођеним цивилима, такође потврдивши подршку Украјини.

## Одеска област
Дана 3. марта 2022. гранатирана су оближња села Затока и Биленке, при чему је у Биленкама убијен најмање један цивил. 23. априла исте године, руски ракетни удар погодио је две стамбене зграде, убивши осам цивила и ранивши најмање 18. Један пројектил који је погодио стамбену зграду убио је тромесечну бебу, мајку и бебину баку по мајци.
Русија је 9. маја испалила три пројектила Кинжал на Одеску област. У то време су председник Европског савета Шарл Мишел и премијер Украјине Денис Шмихал били у Одеси и морали су да се сакрију у склоништу за бомбе. Руске трупе су увече истог дана ракетирале три складишта у Одеси и тржни центар у селу Фонтанка у близини града, једна особа је погинула, а две су повређене у магацинима. У тржном центру су повређене и три особе.

## Инциденти у околним земљама

### Молдавија
Нику Попеску, заменик премијера Молдавије, саопштио је да су три руске ракете које су лансиране 10. октобра 2022. године из Црног мора и усмерене на територију Украјине прешле молдавски ваздушни простор. Он је "најоштрије могуће" осудио овај догађај и назвао га кршењем међународног права. Попеску је такође додао да је руски амбасадор у Молдавији Олег Васњецов позван да пружи објашњења.
Дана 31. октобра 2022. године руска ракета, коју су оборили украјински системи противваздушне одбране, пала је у Наславчу. Није било пријављених жртава, али су прозори на неколико кућа поломљени од јачине експлозије. Молдавске власти су најоштрије осудиле поновни талас напада.
5. децембра исте године је још један пројектил пао на територију Молдавије. Министарство унутрашњих послова Молдавије саопштило је да је гранична полиција пронашла пројектил у воћњаку у близини града Бричени. Због тога је интензивирано патролирање и подигнут је ниво узбуне у областима Бричени и Очнита. Војни експерт Алексеј Леонков рекао је да, као и ракета која је пала у Пољској, ова ракета потиче из ракетног система С-300.
Молдавска гранична полиција је 14. јануара 2023. године пронашла остатке пројектила у Ларги, округ Бричени. Специјалисти су извршили „контролисане детонације“ крхотина. Саопштено је да се ново кршење ваздушног простора догодило током напада 14. јануара.
Молдавија је 10. фебруара 2023. године известила да је њен ваздушни простор поново нарушен руским пројектилом. Полиција је 16. фебруара 2023. године поново пронашла остатке пројектила у Ларги. Ово је био четврти пут да је руска ракета или њени остаци погодили Молдавију.
25. септембра 2023. године један пројектил се срушио на општину Кицкани, односно, по први пут на територију Молдавије коју контролише самопроглашено Придњестровље.
У селу Етулија су 11. фебруара 2024. пронађени фрагменти руског дрона. Сумња се да се срушио у Молдавији након што су га пресреле украјинске снаге противваздушне одбране, односно, након што је оборен. Руски напад дроновима на украјински реон Измаила догодио се у ноћи од 9. на 10. фебруар. 17. фебруара у насељу Етулија Нова су поново пронађени фрагменти руског дрона. Ово се поновило 4. априла, када је олупина руског дрона поново пронађена у близини Етулије након руског напада на Украјину дроновима претходне ноћи.

### Пољска
15. новембра 2022. године, пројектил је погодио територију Пољске у селу Пжеводов у близини границе са Украјином, убивши два цивила у сушари за жито. У том тренутку у ваздуху је било најмање 50 пројектила. Према речима портпарола украјинских ваздухопловних снага, од 20 руских пројектила, 15 је оборено, а 5 је погодило циљ. Украјина је испалила по две ракете пресретача на сваку надолазећу руску ракету. Портпарол Јуриј Игнат је током интервјуа рекао: „тако да можемо претпоставити да је најмање 30 пројектила лансирано са наше стране.“
Ово је био први пут да је пројектил погодио територију НАТО-а током руске инвазије на Украјину. Утврђено је да је пројектил вероватно лансирала Украјина као део свог система противваздушне одбране као одговор на текуће ракетне ударе, иако је истрага Пољске и НАТО-а у току.
Пољска је 2. јануара 2024. лансирала своју тактичку авијацију Ф-16 да заштити свој ваздушни простор.

### Румунија
Украјина је 4. августа 2023. известила да су руске беспилотне летелице „Шахед“ усмерене на њене дунавске луке експлодирале на територији суседне Румуније. Румунске власти су изјавиле да инцидент није „произвео директне војне претње румунској националној територији или територијалним водама“. Румунска влада је 6. септембра потврдила да су остаци беспилотне летелице пронађени на обали Дунава. НАТО је 7. септембра изразио подршку Румунији и прогласио појачано присуство НАТО-а у области Црног мора као одговор на руске ваздушне нападе.

### Белорусија
После таласа ракетних удара 29. децембра 2022, објављено је да су белоруске власти обориле украјинску противваздушну ракету С-300 након што је залутала у Белорусију. Ракета је оборена код села Харбача. Обе стране су инцидент признале као несрећу.

## Реакције
- Дана 11. октобра 2022. године, окупљене су у Мелбурну, Сиднеју, Хобарту и престоници Канбери, да би се пружила подршка Украјини након ракетних напада.[251]
- Председница Молдавије Маја Санду осудила је нападе 10. октобра 2922. године, наводећи да се "бруталност, терор и убијање недужних цивила морају одмах зауставити".[252]
- Министарство спољних послова је изразило "наду [да ће] ситуација ускоро доћи до деескалације".[253]
- Министарство спољних послова објавило је саопштење у којем изражава дубоку забринутост због „последње ескалације сукоба у Украјини, укључујући циљање на инфраструктуру и смрт цивила“. Они су такође позвали на „тренутни прекид непријатељстава и хитан повратак на пут дипломатије и дијалога“.[254]
- Премијер Јаир Лапид "најоштрије је осудио" руске нападе на цивиле.[255]
- Министар спољних послова Мевлут Чавушоглу разговарао је телефоном са украјинским колегом Дмитром Кулебом. Чавушоглу је оштро осудио руске ударе и потврдио да ће Турска наставити да подржава Украјину. Министри су такође координирали напоре на мобилизацији одлучног одговора у оквиру Генералне скупштине Уједињених нација.[256]

Међународна заједница је небројено осудила нападе на цивиле, а поједине земље су увеле додатне санкције Русији, укључујући замрзавање имовине, искључење из финансијских система и ембарго на одређене производе. Међународни кривични суд је у 17. марта 2023. године издао налог за хапшење руског председника Владимира Путина због депортације украјинске деце, што указује на намеру Запада да у будућности спроведе и шире истраге о нападима на цивиле.

## Извештај о размештању украјинских снага у цивилним подручјима
Дана 4. августа 2022. године, Амнести интернешенел је објавио извештај у којем се наводи да је пронашао доказе да су Оружане снаге Украјине у неколико наврата базирале снаге и оружје у стамбеним подручјима када су у близини постојале одрживе алтернативе. Амнести је даље навео да, иако ови случајеви нису оправдали руске нападе на цивиле, и да у низу случајева које је истраживао, украјинске снаге нису поступиле слично, ова тактика је са собом носила ризик да угрози животе цивила. Извештај Амнестија уследио је након извештаја Канцеларије високог комесара УН за људска права у јуну који је упозорио да су се и руске и украјинске снаге успоставиле „било у стамбеним подручјима или у близини цивилних објеката, одакле су започеле војне операције без предузимања мера за заштиту присутних цивила, како то захтева међународно хуманитарно право“ и извештаја Human Rights Watch у јулу у којем је Human Rights Home пронашао доказе за три случаја у којима је наведено да су засновани на увидима у локације где су људи живели, али нису предузете никакве очигледне радње да се становници преселе у безбеднија подручја и четири случаја руских снага које су радиле исто.
Извештај Амнестија изазвао је велико негодовање у Украјини. Украјински председник Володимир Зеленски оптужио је Амнести да покушава да „амнестује терористичку државу и пребаци одговорност са агресора на жртву“, док је украјински министар спољних послова Дмитро Кулеба изјавио да извештај ствара „лажну равнотежу између тлачитеља и жртве, између земље која уништава стотине и хиљаде терористичких цивила и државе који брани градове, себе“. Уреднички тим Кијев Индепендента оштро је критиковао извештај, указујући на недостатке у образложењу и наводећи да „Амнести [Интернешенел] није могао правилно да артикулише ко је главни починилац насиља у Украјини“.
Извештај је такође изазвао значајне контроверзе у другим западним земљама. У уводнику који је објавио британски лист Тајмс, организација Амнести је описана као „Путинови пропагандисти“, уз напомену да та организација већ има „претходну форму да се понижава пред Кремљом“ одбијањем да призна руског опозиционог лидера Алексеја Наваљног као заточеника савести и наводећи да „Амнести очигледно није научио ништа од тога“. Британски конзервативни новинар Стивен Полард написао је за Дејли Телеграф да је Амнести „потпуно морално банкротирао“ и да је вођен „антизападном опсесијом“